# 元斌
金道鎮（김도진，1977年11月10日—），藝名元斌（常被誤寫為元彬），韓國男演員。2000年因出演韓劇《藍色生死戀》而成為紅遍全亞洲，炙手可熱的明星演員。雖然多年來其演出作品不多，但每次均引起巨大迴響。2010年，以電影《大叔》成為2010年最賣座電影演員，創下622萬人次觀影高票房，也獲得第47屆韓國電影大鐘獎、第8屆韓國電影大獎等影帝獎項奠定其影視圈地位。他以其精緻五官，被譽為「韓國第一美男」。

## 生平
元斌出生於韓國江原道旌善郡北部，家中除了父母还有一个哥哥和三个姐姐。在家乡旌善念完小学、中学，随后他考入了江原道的春川机械工業高中。之后，元斌还曾在百济艺术學院、龍仁大學媒體戲劇學系和龙仁大学大學院就讀。
1995年11月，18歲的元斌參加了第一屆韓國有線電視台的新人選拔賽，嶄露頭角，跟著接受戲劇訓練，在有線電視台演過一些小角色。1997年，開始在娛樂節目中的情景喜劇中表演。同年，參演KBS電視臺電視劇《求婚》，扮演一位年輕的詩人，雖然只是配角，但因劇中單純帥氣的模樣受到極大關注。
1999年，主演電視劇《愛我好不好》，成新一代偶像明星。2000年，主演電視劇《小蓋子》及《藍色生死戀》。由於電視劇極受歡迎，元斌也成為炙手可熱的明星演員。
2001年，轉戰大銀幕，接拍《殺手公司》。
2002年主演日韓首部合拍電視劇《Friends》，成功進軍日本市場。
2004年，主演《太極旗－生死兄弟》，電影成為當時韓國史上票房冠軍。同年上映的《來不及對你說》也登上年度本土票房第六位。
2005年11月29日，28歲的元斌開始依照韓國法律入伍服兵役。出于自願赴前線的要求，元斌被分配到前線的第7步兵師102補充隊。
2006年4月，被診斷出左膝十字韌带撕裂。雖然立即施了手術，但在2006年6月，被軍方評定為不適合繼續服兵役，提前退伍。2008年正式復出，接拍奉俊昊導演的《非常母親》，電影入圍2009年 坎城電影節「一種關注」單元，首踏坎城紅地毯。《非常母親》在韓國本土及國際間奪得超過20個獎項。2010年10月30日，憑賣座片《大叔》，榮膺大鐘影帝，是入行以來首個影帝獎項。

## 個人生活
2013年7月3日，網路媒體Dispatch獨家公開元斌多次出入李奈映家的照片，其後由兩人同所屬的經紀公司Eden 9確認了他們的戀愛關係。
2015年5月30日，經紀公司Eden9 Entertainment相關人員表示元斌與李奈映今日在江原道旌善郡舉行了祕密婚禮，並否認李奈映為奉子成婚。
2015年12月19日，韓國日報報導李奈映已於日前順利產下兒子，母子均安。
元斌曾不止一次公開向傳媒表示喜歡著名演員吳倩蓮，尤其對方在《天若有情》中的角色正是他心目中的類型。  1999年吳倩蓮應邀與元斌共同演出MV《Goodbye day》。

## 演出作品

### 電視劇
| 年份   | 電視台   | 劇名                   | 角色   | 備註               |
| 1997年 |          | Super Sunday           |        | 情景喜劇，出演3集  |
| 1997年 | KBS      | 求婚                   | 韓賢宇 |                    |
| 1997年 | MBC      | Ready Go!              | 韓勝柱 |                    |
| 1999年 | MBC      | Jump                   | 元斌   | 情景喜劇，特別出演 |
| 1999年 | KBS      | 愛我好不好             | 姜民   |                    |
| 2000年 | KBS      | Drama City－在小站下車 | 民豪   | 單元劇             |
| 2000年 | KBS      | 小蓋子                 | 宋明泰 |                    |
| 2000年 | KBS      | 藍色生死戀             | 韓泰錫 |                    |
| 2002年 | TBS／MBC | 命運之戀               | 金智勳 | 四小時短劇         |

### 電影
| 年份   | 片名             | 角色   | 備註     |
| 1998年 | 周六下午兩點     | 送貨員 | 特別出演 |
| 2000年 | 雷霆戰警         | 殺手   | 特別出演 |
| 2001年 | 殺手公司         | 河延   |          |
| 2004年 | 太極旗－生死兄弟 | 李振碩 |          |
| 2004年 | 來不及對你說     | 金鍾賢 |          |
| 2009年 | 非常母親         | 尹道俊 |          |
| 2010年 | 大叔             | 車泰植 |          |

### 舞台劇
- 2001年7月：《Dining Room》

## 獎項

### 獲獎
- 1999年：KBS演技大賞－最佳新人獎《愛我好不好（朝鲜语：광끼）》
- 2000年：KBS演技大賞－優秀男子演技獎《小蓋子（朝鲜语：꼭지）》、《藍色生死戀》
- 2001年：第37屆百想藝術大賞－電視部門 最佳新人獎《小蓋子》、《藍色生死戀》
- 2002年：日本Bvlgari Brilliant Dreams Award
- 2004年：第12屆春史電影賞－最佳新人獎《太極旗－生死兄弟》
- 2004年：第27屆黃金電影節－最佳新人獎《太極旗－生死兄弟》
- 2010年：第47屆大鐘獎－最佳男主角及最佳人氣獎《大叔》
- 2010年：第8屆韓國電影大賞（朝鲜语：대한민국 영화대상）－最佳男主角《大叔》
- 2010年：第6屆大韓民國大學電影節（朝鲜语：대한민국 대학영화제）－最佳男主角《大叔》
- 2011年：第22屆日本Jewelry Best Dresser賞－日本珠寶名人榮譽獎
- 2011年：第2屆電影記協年度電影奬－最佳男演員獎《大叔》
- 2011年：第8屆Max Movie最佳電影獎（朝鲜语：맥스무비 최고의 영화상）－最佳男演員獎《大叔》

### 提名
- 2004年：第3屆韓國電影大賞－最佳男主角《來不及對你說（朝鲜语：우리 형）》
- 2010年：第46屆百想藝術大賞－最佳男主角《非常母親》
- 2010年：第31屆青龍電影獎－人氣明星獎、最佳男主角《大叔》

## 外部連結
- 官方网址 BINUS（页面存档备份，存于）（日語）（英文）
- 元斌英文官方影迷會 BINUS English（英文）
- Wonderland Forum（页面存档备份，存于）（中文）（英文）